# Муромское (озеро, Московская область)
Му́ромское озеро — озеро в Шатурском городском поселении Шатурского района Московской области, к востоку от города Шатуры. Второе после Святого по величине шатурское озеро. На севере соединено с озером Белым.

## Расположение
Расположено около Шатурской ГРЭС, из-за слива с электростанции вода круглый год тёплая.
Рядом проходит Узкоколейная железная дорога ОАО «Шатурторф», на южной стороне ширококолейная перегрузочная станция.

## Физико-географическая характеристика
Происхождение озера ледниковое, но возможны также и карстовые процессы.
Площадь — 2,66 км² (266 га), длина — около 2300 м, ширина — около 1600 м. Для озера характерны отлогие, низкие берега. Высота над уровнем моря — 120 м.
Глубина — 2-4 м, максимальная глубина достигает 4 м (по некоторым данным до 8 м). Дно котлованное, покрыто илом. Вода полупрозрачная, торфяная с коричневой окраской. Видимость от 25 до 40 см.
Зарастаемость озера менее 20 %. Среди водной растительности распространены камыш, тростник, рдесты, элодея, ряска, осоки, стрелолист, также встречается кубышка малая и рогоз широколистный. В озере обитают щука, окунь, карась, плотва, судак, лещ, язь, линь, карп, толстолобик, сазан, белый амур, ёрш, сомик, уклея, горчак, щиповка, буффало и др..
Озеро используется для рекреационных целей. Имеет хозяйственное значение, для выращивания рыбы.